# Carretera Panafricana

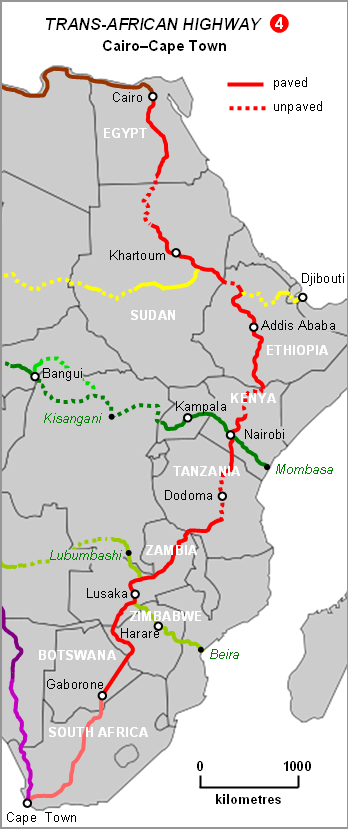
La ruta de la Carretera TAH 4 en rojo (líneas punteadas denotan secciones aún no pavimentadas)

El Carretera Panafricana, también conocida como la  Carretera Cairo-Ciudad del Cabo es la Carretera Transafricana 4 (TAH 4) (en inglés: Cape to Cairo Road, Pan-African Highway y Greath North Road), es parte del proyecto de la Red de Carreteras Transafricanas que actualmente se encuentra siendo desarrollada por la Comisión Económica de las Naciones Unidas para África, el Banco Africano de Desarrollo y la Unión Africana. La ruta cubre una distancia de 10.228 km.
El proyecto inicial, diseñado por Cecil Rhodes a petición del Imperio británico, era atravesar África de norte a sur, uniendo El Cairo y Ciudad del Cabo. Se previó que enlazara las principales ciudades coloniales británicas en el continente; además de los dos puntos últimos, Johannesburgo, Pretoria, Harare (entonces llamada Salisbury), Lusaka, Nairobi y Jartum. Mucho tiempo después, se prevé su finalización dentro de la Red de Carreteras Transafricanas.
El primer intento de hacer la ruta en un vehículo motorizado fue el del capitán Kelsey en 1913 y 1914, inconcluso debido a la muerte de Kelsey en Rodesia en las garras de un leopardo. El primer intento exitoso fue el de Chaplin Court Treatt, entre 1924 y 1926.

## Historia
Hacia 1890, el Imperio británico planeó una carretera que se extendería de norte a sur del continente africano, pasando por las colonias británicas de la época, como la Unión de Sudáfrica, Rhodesia del Norte, Rhodesia del Sur, Nyasalandia, Kenia, Sudán y Egipto. El camino crearía cohesión entre las colonias y le daría a Gran Bretaña la influencia política y económica más importante y dominante sobre el continente, asegurando su posición como potencia colonial global. La carretera también uniría algunas de las ciudades más importantes del continente, como Ciudad del Cabo, Johannesburgo, Pretoria, Harare (entonces Salisbury), Lusaka, Nairobi, Jartum y El Cairo.
El principal proponente de la ruta fue Cecil John Rhodes, aunque prefirió el ferrocarril. El África Oriental Alemana (Tanganica, ahora Tanzania) era una brecha en los territorios británicos, pero Rodas, en particular, sintió que Alemania debería ser un aliado natural. Poco antes de su muerte, persuadió al káiser alemán para que permitiera el acceso a través de su colonia a la línea telegráfica del Cabo a El Cairo (que se construyó al norte de Ujiji pero que nunca se completó). En 1918, Tanganica, se convirtió en colonia británica y la brecha territorial terminó.
El proyecto de la carretera cayó en decadencia después de la independencia de Egipto e Sudán, la Gran Depresión Económica de la década de 1930 y la Segunda Guerra Mundial.

## Dificultades diplomáticas

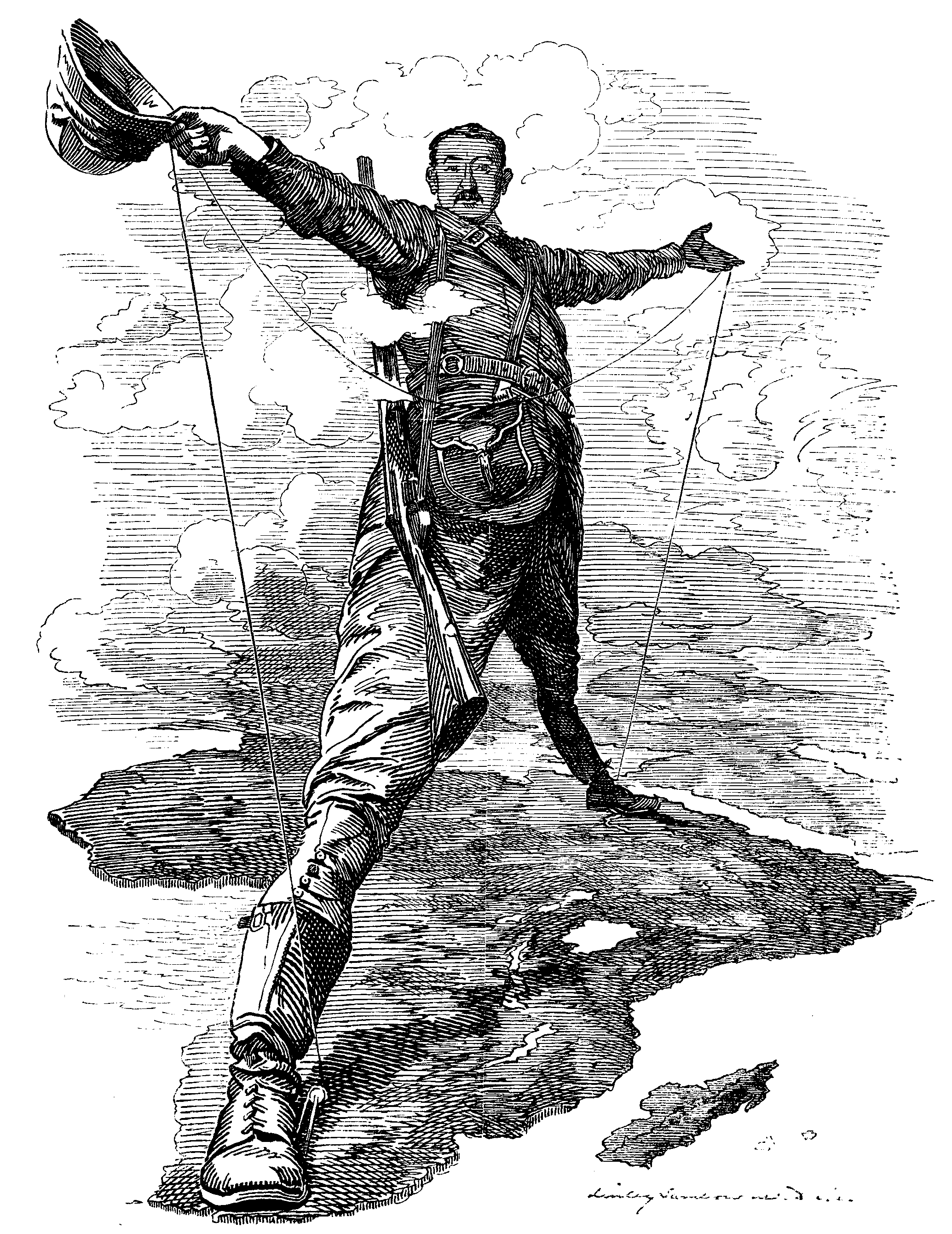
El Coloso de Rodas (juego de palabras con Rhodes): Cecil Rhodes señalando la envergadura de la carretera.

### Con Alemania
La idea de unir las colonias británicas en África nació en la década de 1890. Una de las propuestas más importantes fue la de Cecil Rhodes, cuyo apellido dio nombre a Rodesia. Rhodes pretendió que la vía fuera férrea. Uno de los problemas era la presencia alemana en el continente, pero Rhodes imaginó que éstos se convertirían en aliados de los británicos y no habría disputas de ningún tipo. Su optimismo se basaba en la línea de telégrafo (nunca completada) que había proyectado entre Ciudad del Cabo y El Cairo, para la que había obtenido el permiso del káiser alemán. La idea de construir la carretera continuó viva incluso después de la independencia de Egipto en 1922, pues aún estaba bajo una gran influencia británica.

### Con Francia
Otra fuente de problemas era Francia, que de forma similar y al mismo tiempo, quiso construir una carretera que atravesara África de este a oeste, uniendo sus colonias desde Senegal a Yibuti. Los franceses enviaron una expedición para formar un protectorado en el sur de Sudán en 1897 y a buscar rutas para atravesar Etiopía. La expedición fue cortada por una flotilla de navíos británicos que estaba en el Nilo. Este enfrentamiento, llamado Crisis o incidente de Fachoda, provocó un conflicto diplomático entre los dos Estados.

## La carretera hoy en día
La vía se ha construido en parte, especialmente en el sur. Atraviesa países enteros como Sudáfrica, donde se la llama N1, y Zambia, donde recibe el nombre de Gran Carretera del Norte (Great North Road) y Cairo Road (en Lusaka). Sin embargo otros tramos no han sido terminados, especialmente los que van de Kenia a Egipto. Los problemas que encuentra su construcción son varios, como por ejemplo las guerrillas y los conflictos étnicos que asuelan Sudán.
Actualmente, la Comisión Económica de las Naciones Unidas para África, el Banco Africano de Desarrollo  y la Unión Africana tienen un proyecto para completar la carretera bajo el nombre de Carretera Transafricana 4 (TAH 4), como parte del proyecto de la Red de Carreteras Transafricanas.
- Datos: Q1507197